# Mabilleodes lithosialis
Mabilleodes lithosialis is een vlinder uit de familie van de grasmotten (Crambidae), uit de onderfamilie van de Odontiinae. De wetenschappelijke naam van deze soort is voor het eerst voorgesteld als Pyrausta lithosialis door George Francis Hampson in een publicatie uit 1899.
De soort komt voor in Zuid-Afrika.